# Santa … verzweifelt gesucht
Santa … verzweifelt gesucht (Originaltitel: Desperately Seeking Santa) ist ein kanadischer Fernsehfilm von Craig Pryce aus dem Jahr 2011, der am 7. November 2012 auf Sky Cinema in Deutschland zum ersten Mal gezeigt wurde.

## Handlung
Es ist Vorweihnachtszeit und das Kaufhaus, in dem Jennifer Walker für das Marketing verantwortlich ist, erwartet in diesem Jahr bessere Ergebnisse als die des Vorjahrs, die arg zu wünschen übrig ließen. Deshalb will Jennifer einen Wettbewerb starten, um den „heißesten“ Santa zu küren. Sogleich melden sich dutzende junge Männer, die sich um die engere Auswahl bewerben. Unter denen, die es in die Endrunde schaffen, ist David Morretti, der sich nicht gern derartig präsentiert, aber er sieht in dem Preisgeld eine Möglichkeit, das Restaurant seiner Familie zu retten. Aufgrund des Medienrummels, den der Santawettbewerb hervorgerufen hat, werden auch jede Menge potentielle Kundinnen angelockt, so wie es Jennifer gehofft hat. Obwohl sie anfangs nicht sehr gut auf David zu sprechen war, weil er ihr etwas zu forsch erschien, ändert sie allmählich ihre Meinung, denn David trägt das Herz am rechten Fleck. Auch wenn sich Jennifer dagegen wehrt, hat sie sich in David verliebt, so wie er sich auch in sie. Es nützt nur nichts, denn am Ende der Weihnachtssaison geht jeder von ihnen wieder seiner Wege.
Jennifer hat aufgrund ihrer Santa-Aktion die Umsatzzahlen so angehoben, dass ihr eine Beförderung bevorsteht. Sie kann nur nicht recht glücklich darüber sein, denn ihre alte Abteilung soll demnächst geschlossen werden. Damit steht für fast 900 Beschäftigte die Kündigung an. Sie kann das nicht ertragen und nimmt die Beförderung nicht an. Stattdessen kündigt sie an für die Arbeitsplätze zu kämpfen und verlässt die Weihnachtsfeier des Kaufhausvorstands. Sie fährt zu David in das Restaurant seines Vaters und David ist genauso glücklich wie Jennifer, sie nun in den Armen zu halten.

## Hintergrund
Santa … verzweifelt gesucht wurde in Toronto, in der Provinz Ontario in Kanada gedreht. In Deutschland wurde der Film am 10. November 2012 auf Sky Cinema ausgestrahlt.

## Kritik
cinema.de schrieb: „Diese Lovestory mit besinnlicher Botschaft und attraktiven Protagonisten tut niemandem weh – das war’s aber auch schon.“
Filmdienst.de beurteilte den Film als eine „Harmlose Weihnachtskomödie mit überdosiert romantischer Liebesfantasie.“

## Synchronisation
| Rolle                | Schauspieler      | Synchronsprecher   |
| -------------------- | ----------------- | ------------------ |
| Jennifer Walker      | Laura Vandervoort | Melanie Hinze      |
| David Morretti       | Nick Zano         | Dennis Schmidt-Foß |
| Marissa Marlet       | Paula Brancati    | Julia Ziffer       |
| Neal McCormick       | John Bregar       | Gerrit Schmidt-Foß |
| Edgar Hillridge      | Patrick Garrow    | Viktor Neumann     |
| Brittany             | Natalie Krill     | Jill Böttcher      |
| Mr. Moretti          | Gerry Mendicino   | Axel Lutter        |
| Vincent Morretti     | Chris Violette    | Felix Spieß        |
| Sonia Moretti        | Katie Griffin     | Uschi Hugo         |
| Christine Mayweather | Lisa Berry        | Sabine Winterfeldt |
| Santa Jim            | Reg Dreger        | Gerald Paradies    |